# Kingsley Coman
Kingsley Junior Coman (sinh ngày 13 tháng 6 năm 1996) là một cầu thủ bóng đá chuyên nghiệp người Pháp hiện đang thi đấu ở vị trí tiền vệ cánh cho câu lạc bộ tại Saudi Pro League là Al-Nassr và đội tuyển bóng đá quốc gia Pháp.
Là sản phẩm của lò đào tạo Paris Saint-Germain và có trận đấu chuyên nghiệp đầu tiên vào tháng 2/2013, Coman chuyển đến Juventus vào tháng 7/2014 và giành chức vô địch Serie A và Coppa Italia ngay trong mùa giải đầu tiên tại Ý. Tháng 8 năm 2015, anh được cho mượn đến Bayern München và cũng giành được cú đúp danh hiệu quốc nội ngay mùa giải đầu tiên. Trong mùa giải 2019-20, Coman cùng Bayern München giành cú ăn ba Bundesliga, DFB-Pokal và UEFA Champions League trong đó anh là người ghi bàn duy nhất trong trận chung kết Champions League với đội bóng cũ Paris Saint-Germain.
Coman từng là thành viên của các đội trẻ U-16 đến U-21 Pháp. Anh bắt đầu khoác áo Đội tuyển bóng đá quốc gia Pháp từ tháng 11 năm 2015 và có giải đấu quốc tế lớn đầu tiên trong sự nghiệp là Euro 2016.

## Sự nghiệp câu lạc bộ

### Những năm đầu
Coman bắt đầu chơi bóng tại câu lạc bộ US Sénart-Moissy khi mới 6 tuổi vào năm 2002 và chơi ở đó ba năm.

### Paris Saint-Germain
Năm 2005, Coman được học viện đào tạo trẻ của Paris Saint-Germain chiêu mộ. Ngày 17 tháng 2 năm 2013, anh chính thức có trận đấu chuyên nghiệp đầu tiên trong sự nghiệp, vào sân ở phút 87 thay cho Marco Verratti trong trận thua 3-2 trước Sochaux. Coman trở thành cầu thủ trẻ nhất ra sân cho PSG ở tuổi 16, 8 tháng và 4 ngày. Anh chỉ thi đấu bốn trận cho PSG trước khi rời đội bóng này do muốn được thi đấu thường xuyên hơn.
Vào ngày 3 tháng 8 năm 2013, PSG vô địch Trophée des Champions, đánh bại Bordeaux 2-1 tại Gabon. Coman chơi 16 phút cuối cùng thay cho Ezequiel Lavezzi.

### Juventus

#### Mùa giải 2014–15

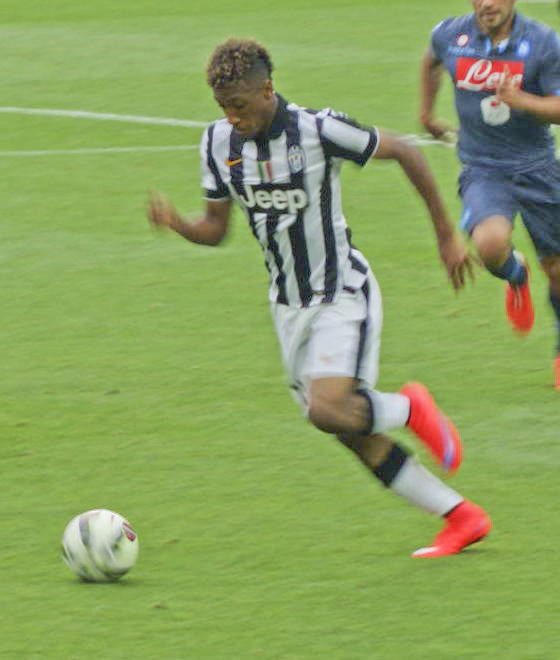
Coman thi đấu cho Juventus năm 2015.

Ngày 7 tháng 7 năm 2014, Coman ký hợp đồng 5 năm với đội bóng Ý Juventus sau khi hết hạn hợp đồng với PSG. Ngày 8 tháng 8, anh ra sân 60 phút trong trận Siêu cúp bóng đá Ý 2015 với Lazio và trận đấu kết thúc với chiến thắng 2-0 của Juventus. Ngày 30 tháng 8 năm 2014, Coman có trận đầu tiên cho Juventus trong ngày mở màn Serie A 2014–15 gặp Chievo ở vị trí tiền đạo, trở thành cầu thủ nước ngoài trẻ nhất từng ra sân cho Juventus. Juventus giành chiến thắng 1-0 và dù không ghi được bàn thắng, Coman vẫn được bầu là cầu thủ hay nhất trận.
Ngày 15 tháng 1 năm 2015, Coman có được bàn thắng đầu tiên cho Juventus trong chiến thắng 6-1 trước Hellas Verona tại Coppa Italia. Ngày 6 tháng 6, anh có mặt ở những phút cuối cùng trận Chung kết UEFA Champions League 2015 thay cho Patrice Evra, trận đấu mà Juventus bị Barcelona đánh bại với tỉ số 3–1. Mặc dù vậy trong mùa giải 2014–15, anh vẫn cùng Juventus vô địch Serie A, Cúp quốc gia Ý và Siêu cúp bóng đá Ý.

#### Mùa giải 2015–16
Coman ra sân ở Supercoppa Italiana 2015 vào ngày 8 tháng 8 tại Sân vận động Thượng Hải trước tân binh Paulo Dybala , nhường chỗ cho anh sau một giờ trong chiến thắng 2–0 trước Lazio.
Vào ngày 30 tháng 8 năm 2015, Juventus đã chấp thuận hợp đồng cho mượn hai năm để Coman gia nhập câu lạc bộ Đức Bayern Munich. Huấn luyện viên của Juventus, Massimiliano Allegri cho biết trong một cuộc họp báo cùng ngày, "Coman sẽ rời câu lạc bộ. Anh ấy muốn đi."

### Bayern München
Ngày 30 tháng 8 năm 2015, Coman được Juventus cho mượn đến Bayern München với phí mượn 7 triệu € trong hai năm thanh toán trong hai đợt và có thể mua đứt với giá 21 triệu € sau khi thời hạn cho mượn chấm dứt. Tại Bayern anh khoác áo số 29.

#### Mùa giải 2015–16

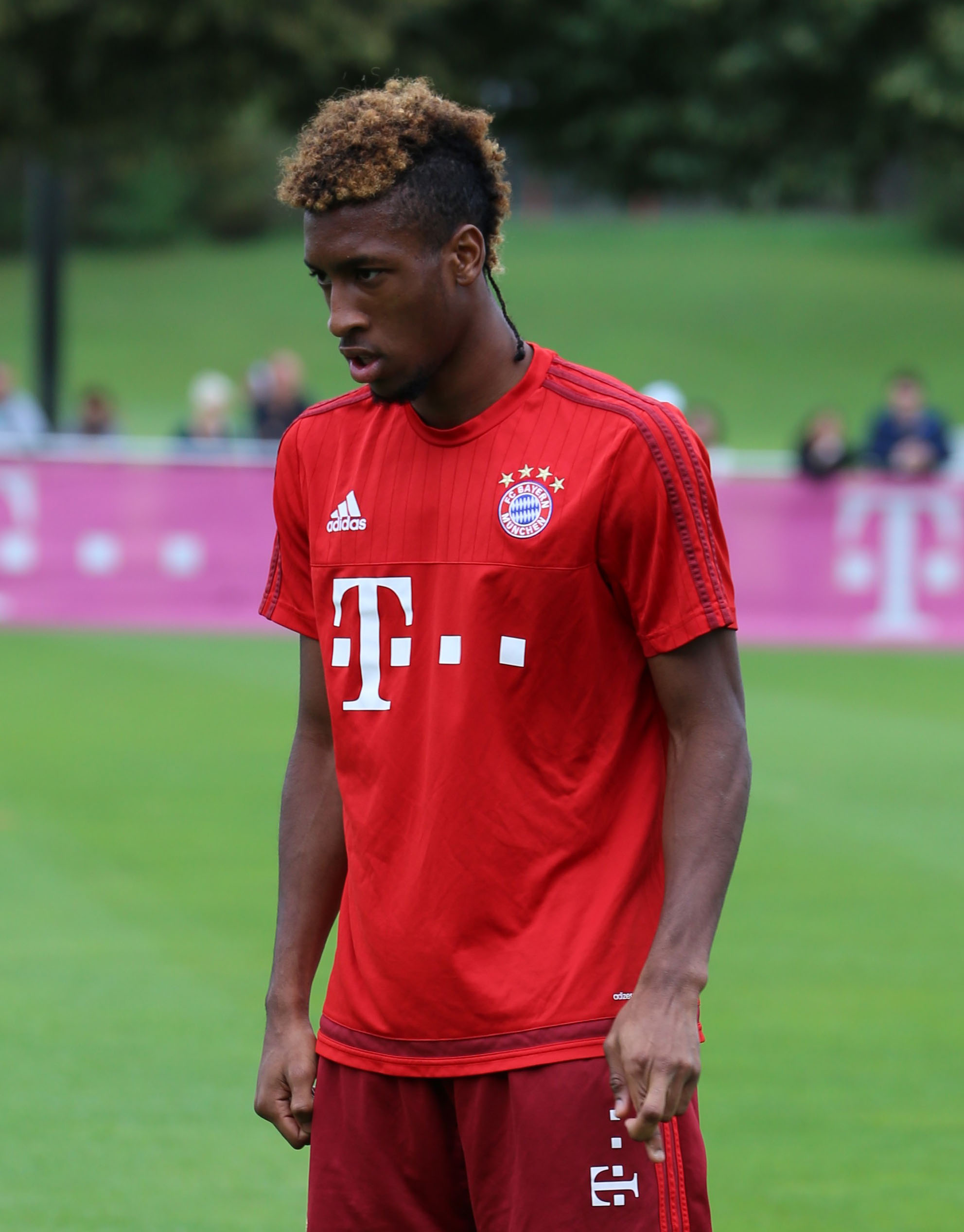
Coman tập luyện với Bayern Munich năm 2015.

Coman có trận đấu đầu tiên cho "Hùm xám" vào ngày 12 tháng 9 khi vào sân thay cho Arturo Vidal ở phút 56 trận thắng 2-1 trước FC Augsburg tại Bundesliga. Năm ngày sau, anh có trận đấu đầu tiên tại UEFA Champions League cho Bayern và có một đường chuyền thành bàn cũng như đem về quả phạt đền giúp đội bóng nước Đức giành chiến thắng 3-0 trước Olympiakos. Ngày 19 tháng 9, anh có bàn thắng đầu tiên trên đất Đức trong chiến thắng 3-0 trước Darmstadt 98 ở lần đầu tiên đá chính cho Bayern. Một tuần sau đó, anh tiếp tục lập công trong trận đấu có tỉ số tương tự với Mainz 05.
Ngày 24 tháng 11, Coman có bàn thắng đầu tiên tại Champions League, trong trận thắng 4-0 trước Olympiakos. Chỉ bốn ngày sau, anh ghi bàn ấn định chiến thắng 2-0 trước Hertha BSC tại Bundesliga. Ngày 19 tháng 12, anh về nhì trong cuộc bầu chọn cầu thủ dưới 21 tuổi xuất sắc nhất đang thi đấu tại Châu Âu (Golden Boy) sau người đồng hương Anthony Martial.
Trong trận đấu cuối cùng của Bayern tại Bundesliga trong tháng 2 năm 2016, Coman mở tỉ số giúp đội bóng của mình đánh bại VfL Wolfsburg 2–0. Ngày 12 tháng 3, Coman có ba đường chuyền thành bàn trong chiến thắng 5–0 trước Werder Bremen. Bốn ngày sau đó, trong trận đấu lượt về vòng 1/16 giữa Bayern và đội bóng chủ quản của anh là Juventus, khi tỷ số trận đấu đang là 2-0 nghiêng về đội bóng Ý, Coman được tung vào sân thay cho Xabi Alonso. Anh chính là người đã kiến tạo cho Thomas Müller gỡ hòa 2-2 ở phút 91 và tự mình ghi bàn ấn định chiến thắng 4-2 ở hiệp phụ để đưa Bayern vào tứ kết.
Trong trận chung kết Cúp bóng đá Đức (DFB-Pokal) năm 2016 với Borussia Dortmund, Coman vào sân từ ghế dự bị ở phút 108 và chung cuộc Bayern đã giành chức vô địch sau loạt sút luân lưu. Đây là danh hiệu vô địch thứ tám mà anh giành được khi chưa đầy 20 tuổi, trong đó có ba chức vô địch quốc gia Pháp, Ý và Đức.

#### Mùa giải 2016–17
Ngày 24 tháng 10 năm 2016, Coman lần thứ hai liên tiếp về nhì trong cuộc bầu chọn cho danh hiệu Golden Boy, lần này là sau người động đội tại Bayern Renato Sanches.
Ngày 25 tháng 2 năm 2017, Coman lập cú đúp chỉ trong vòng 4 phút trong trận thắng hủy diệt 8-0 trước Hamburg tại Bundesliga. Ngày 27 tháng 4, Bayern chính thức kích hoạt điều khoản mưa đứt Coman từ Juventus và Coman sẽ gắn bó với đội bóng nước Đức theo bản hợp đồng mới có thời hạn đến năm 2020. Trong mùa giải 2016-17, Coman chỉ có 25 lần ra sân với 2 bàn thắng và không được xếp đá cánh sở trường dưới thời người thầy cũ Carlo Ancelotti cũng như chấn thương hành hạ. Trên France Football, anh thừa nhận: "Vị trí cũ mà Guardiola dành cho có vẻ phù hợp với tôi hơn. Tôi ít dính chấn thương và được tự do qua người theo yêu cầu của HLV. Đó là khả năng tốt nhất của tôi".

#### Mùa giải 2017–18

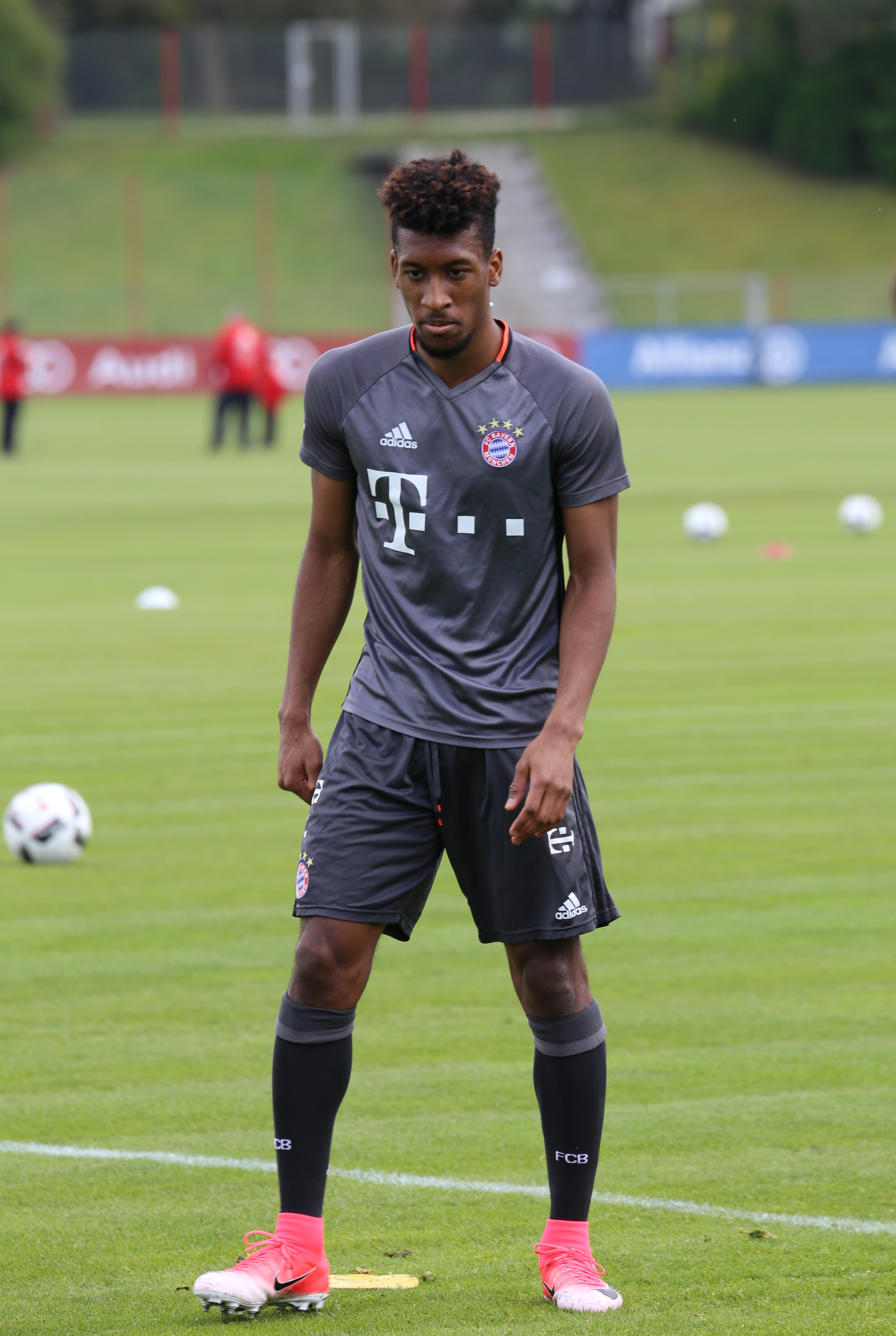
Coman tập luyện với Bayern Munich năm 2017.

Mùa giải 2017–18 là một mùa giải xuất sắc đối với Coman. Coman đã chơi 32 trận, ghi được bảy bàn thắng và cung cấp tám đường kiến tạo khác trong suốt tất cả các giải đấu cho đến cuối tháng Hai, khi Coman bị chấn thương mắt cá trong trận gặp Hertha Berlin vào ngày 24 tháng 2 năm 2018. Coman bị rách một phần dây chằng ở mắt cá chân trái. Vết thương phải phẫu thuật vài ngày sau đó. Vào ngày 19 tháng 5 năm 2018, Coman trở lại sau chấn thương mắt cá trong trận Chung kết DFB-Pokal ở Berlin trong trận thua trước Eintracht Frankfurt. Coman vào sân thay người ở phút 70.
Vào ngày 21 tháng 12 năm 2017, Coman ký gia hạn hợp đồng với Bayern đến ngày 30 tháng 6 năm 2023.

#### Mùa giải 2018–19
Ngày 15 tháng 2 năm 2019, Coman tỏa sáng trong chiến thắng 3-2 trước FC Augsburg với hai bàn thắng và một đường chuyền thành bàn. Tuy nhiên anh đã gặp phải chấn thương nặng trong thời gian bù giờ. Đây là lần thứ 18 dính chấn thương của Coman trong thời gian khoác áo Bayern.
Ngày 14 tháng 4, Coman lập cú đúp trong trận thắng 4-1 trước Düsseldorf giúp Bayern vươn lên dẫn đầu Bundesliga. Ngày 18 tháng 5 năm 2019, Coman có được chức vô địch Bundesliga lần thứ tư liên tiếp. Một tuần sau đó, Coman có được chức vô địch DFB-Pokal thứ hai với chiến thắng 3-0 trước RB Leipzig trong trận chung kết và anh cũng là người ghi bàn nâng tỉ số lên 2-0.

#### Mùa giải 2019–20
Ngày 23 tháng 8 năm 2020, Coman là sự thay đổi người duy nhất trong đội hình của Bayern trong trận chung kết Champions League gặp Paris Saint-Germain so với trận thắng Olympique Lyonnais tại bán kết. Và anh chính là người ghi bàn thắng duy nhất của trận đấu với cú đánh đầu đập đất sau đường chuyền của Joshua Kimmich. Đây là chức vô địch UEFA Champions League lần thứ sáu của "Hùm xám" và chiến thắng này cũng giúp Bayern hoàn tất cú ăn ba mùa này, sau Bundesliga và DFB-Pokal. Với danh hiệu này, Coman cũng đạt đến cột mốc 20 danh hiệu trong sự nghiệp và có 9 chức vô địch quốc gia liên tiếp với 3 câu lạc bộở 3 giải đấu hàng đầu châu Âu, trong khi mới chỉ có 193 lần ra sân ở cấp độ câu lạc bộ. Coman cũng trở thành cầu thủ đầu tiên trong lịch sử Champions League ghi bàn vào lưới đội bóng cũ trong trận chung kết.

#### Mùa giải 2020–21
Vào ngày 21 tháng 10 năm 2020, Coman ghi một cú đúp và cung cấp một pha kiến tạo trong chiến thắng 4–0 trước Atlético Madrid trong trận đấu đầu tiên của UEFA Champions League 2020–21. Coman đã giành được chức vô địch quốc gia thứ 10 trong sự nghiệp chuyên nghiệp của mình vào ngày 8 tháng 5 năm 2021 sau khi đối thủ bám đuổi là RB Leipzig không thể thắng trong trận đấu với Borussia Dortmund.

#### Mùa giải 2021–22
Trước mùa giải 2021–22, Coman được giao chiếc áo số 11 còn trống sau sự ra đi của Douglas Costa.
Vào ngày 12 tháng 1, có thông báo rằng Kingsley đã đạt được thỏa thuận gia hạn với Bayern đến năm 2027.

## Sự nghiệp quốc tế
Ngày 2 tháng 6 năm 2014, khi chỉ mới 17 tuổi, Coman đã có trận đấu đầu tiên cho đội tuyển U-21 Pháp trong trận giao hữu với Đội tuyển bóng đá quốc gia Singapore. U-21 Pháp giành chiến thắng 6-0 và Coman ghi được một bàn thắng.
Ngày 5 tháng 11 năm 2015, Coman lần đầu tiên được triệu tập vào đội tuyển Pháp cho các trận giao hữu với Đức và Anh. Ngày 13 tháng 11, anh có trận đấu ra mắt đội tuyển Pháp, vào sân thay cho Anthony Martial ở phút 69 trận thắng 2-0 trước Đức. Thời điểm trận đấu đang diễn ra cùng là lúc Paris bị tấn công khủng bố. Ngày 29 tháng 3 năm 2016, Coman có bàn thắng đầu tiên cho đội tuyển Pháp trong trận giao hữu thắng Nga 4–2.

### Euro 2016
Tháng 5 năm 2016, Coman được huấn luyện viên Didier Deschamps chọn vào danh sách 23 cầu thủ Pháp tham dự giải đấu Euro 2016 ngay tại nước Pháp. Ngày 10 tháng 6, với việc được ra sân từ ghế dự vị thay cho Antoine Griezmann ở phút 66 trận khai mạc giải đấu với Romania, Coman trở thành cầu thủ Pháp trẻ nhất ra sân tại một giải đấu lớn (19 tuổi và 362 ngày). Năm ngày sau đó, trong trận đấu vòng bảng kế tiếp với Albania, anh có mặt trong đội hình xuất phát giúp anh phá kỷ lục của Bruno Bellone lập tại World Cup 1982 cho cầu thủ người Pháp trẻ nhất ra sân trong đội hình xuất phát ở một giải đấu lớn.
Trong trận chung kết vào ngày 10 tháng 7 tại sân Stade de France với Bồ Đào Nha, Coman vào sân ở phút 58 thay cho Dimitri Payet khi tỉ số đang là 0-0 và chung cuộc Pháp đã để thua Bồ Đào Nha 1-0, chấp nhận ví trí á quân giải vô địch Châu Âu tổ chức trên sân nhà. Coman sau đó cũng về nhì sau Renato Sanches của Bồ Đào Nha cho danh hiệu Cầu thủ trẻ xuất sắc nhất giải.

## Thống kê sự nghiệp

### Câu lạc bộ
Tính đến ngày 23 tháng 4 năm 2022
| Câu lạc bộ           | Mùa giải            | Giải vô địch        | Giải vô địch | Giải vô địch | Cúp quốc gia | Cúp quốc gia | Châu lục | Châu lục | Khác | Khác | Tổng cộng | Tổng cộng |
| Câu lạc bộ           | Mùa giải            | Hạng đấu            | Trận         | Bàn          | Trận         | Bàn          | Trận     | Bàn      | Trận | Bàn  | Trận      | Bàn       |
| -------------------- | ------------------- | ------------------- | ------------ | ------------ | ------------ | ------------ | -------- | -------- | ---- | ---- | --------- | --------- |
| Paris Saint-Germain  | 2012–13             | Ligue 1             | 1            | 0            | 0            | 0            | 0        | 0        | —    | —    | 1         | 0         |
| Paris Saint-Germain  | 2013–14             | Ligue 1             | 2            | 0            | 0            | 0            | 0        | 0        | 1    | 0    | 3         | 0         |
| Paris Saint-Germain  | Tổng cộng           | Tổng cộng           | 3            | 0            | 0            | 0            | 0        | 0        | 1    | 0    | 4         | 0         |
| Juventus             | 2014–15             | Serie A             | 14           | 0            | 4            | 1            | 2        | 0        | —    | —    | 20        | 1         |
| Juventus             | 2015–16             | Serie A             | 1            | 0            | 0            | 0            | 0        | 0        | 1    | 0    | 2         | 0         |
| Juventus             | Tổng cộng           | Tổng cộng           | 15           | 0            | 4            | 1            | 2        | 0        | 1    | 0    | 22        | 1         |
| Bayern Munich (mượn) | 2015–16             | Bundesliga          | 23           | 4            | 4            | 0            | 8        | 2        | 0    | 0    | 35        | 6         |
| Bayern Munich (mượn) | 2016–17             | Bundesliga          | 19           | 2            | 3            | 0            | 2        | 0        | 1    | 0    | 25        | 2         |
| Bayern Munich (mượn) | Tổng cộng           | Tổng cộng           | 42           | 6            | 7            | 0            | 10       | 2        | 1    | 0    | 60        | 8         |
| Bayern Munich        | 2017–18             | Bundesliga          | 21           | 3            | 6            | 3            | 5        | 1        | 1    | 0    | 33        | 7         |
| Bayern Munich        | 2018–19             | Bundesliga          | 21           | 6            | 5            | 2            | 3        | 1        | 1    | 1    | 30        | 10        |
| Bayern Munich        | 2019–20             | Bundesliga          | 24           | 4            | 4            | 1            | 9        | 3        | 1    | 0    | 38        | 8         |
| Bayern Munich        | 2020–21             | Bundesliga          | 28           | 4            | 0            | 0            | 7        | 3        | 3    | 0    | 38        | 7         |
| Bayern Munich        | 2021–22             | Bundesliga          | 20           | 6            | 1            | 0            | 9        | 2        | 1    | 0    | 31        | 8         |
| Bayern Munich        | Tổng cộng           | Tổng cộng           | 114          | 23           | 16           | 6            | 33       | 10       | 7    | 1    | 171       | 40        |
| Tổng cộng sự nghiệp  | Tổng cộng sự nghiệp | Tổng cộng sự nghiệp | 174          | 29           | 27           | 7            | 45       | 12       | 10   | 1    | 256       | 49        |

1. ↑  Ra sân tại Trophée des Champions
2. 1 2 3 4 5 6 7 8  Ra sân tại UEFA Champions League
3. ↑  Ra sân tại Supercoppa Italiana
4. 1 2 3 4 5  Appearance in DFL-Supercup
5. ↑  1 lần ra sân tại DFL-Supercup, 2 lần ra sân tại FIFA Club World Cup

### Quốc tế
Tính đến ngày 21 tháng 11 năm 2023
| Đội tuyển quốc gia | Năm       | Trận | Bàn |
| ------------------ | --------- | ---- | --- |
| Pháp               | 2015      | 2    | 0   |
| Pháp               | 2016      | 9    | 1   |
| Pháp               | 2017      | 4    | 0   |
| Pháp               | 2019      | 7    | 3   |
| Pháp               | 2020      | 4    | 1   |
| Pháp               | 2021      | 10   | 0   |
| Pháp               | 2022      | 10   | 0   |
| Pháp               | 2023      | 9    | 3   |
| Tổng cộng          | Tổng cộng | 55   | 8   |

Bàn thắng và kết quả của Pháp được để trước.
| # | Ngày                 | Địa điểm                                | Đối thủ   | Bàn thắng | Kết quả | Giải đấu                    |
| - | -------------------- | --------------------------------------- | --------- | --------- | ------- | --------------------------- |
| 1 | 29 tháng 3 năm 2016  | Stade de France, Saint-Denis, Pháp      | Nga       | 4–2       | 4–2     | Giao hữu                    |
| 2 | 7 tháng 9 năm 2019   | Stade de France, Saint-Denis, Pháp      | Albania   | 1–0       | 4–1     | Vòng loại UEFA Euro 2020    |
| 3 | 7 tháng 9 năm 2019   | Stade de France, Saint-Denis, Pháp      | Albania   | 3–0       | 4–1     | Vòng loại UEFA Euro 2020    |
| 4 | 10 tháng 9 năm 2019  | Stade de France, Saint-Denis, Pháp      | Andorra   | 2–0       | 3–0     | Vòng loại UEFA Euro 2020    |
| 5 | 17 tháng 11 năm 2020 | Stade de France, Saint-Denis, Pháp      | Thụy Điển | 4–2       | 4–2     | UEFA Nations League 2020–21 |
| 6 | 17 tháng 10 năm 2023 | Sân vận động Pierre-Mauroy, Lille, Pháp | Scotland  | 4–1       | 4–1     | Giao hữu                    |
| 7 | 18 tháng 11 năm 2023 | Allianz Riviera, Nice, Pháp             | Gibraltar | 6–0       | 14–0    | Vòng loại UEFA Euro 2024    |
| 8 | 18 tháng 11 năm 2023 | Allianz Riviera, Nice, Pháp             | Gibraltar | 9–0       | 14–0    | Vòng loại UEFA Euro 2024    |

## Danh hiệu

### Câu lạc bộ

#### Paris Saint-Germain
- Ligue 1: 2012–13, 2013–14
- Coupe de la Ligue: 2013–14
- Trophée des champions: 2013

#### Juventus
- Serie A : 2014–15, 2015–16
- Coppa Italia: 2014–15
- Supercoppa Italiana: 2015

#### Bayern München
- Bundesliga: 2015–16, 2016–17, 2017–18, 2018–19, 2019–20, 2020–21, 2021–22, 2022–23, 2024–25
- DFB-Pokal: 2015–16, 2018–19, 2019–20
- DFL-Supercup: 2016, 2018, 2020, 2021, 2022
- UEFA Champions League: 2019–20
- UEFA Super Cup: 2020
- FIFA Club World Cup: 2020

### Quốc tế
- UEFA European Championship: á quân 2016
- FIFA World Cup: á quân 2022